# 六ヶ所村立千歳中学校
六ヶ所村立千歳中学校（ろっかしょそんりつ ちとせちゅうがっこう）は、青森県上北郡六ヶ所村大字倉内字笹崎にあった公立中学校。

## .沿革
- 1949年（昭和24年）9月1日 - 六ヶ所村立倉内中学校千歳分校として、設置される。
- 1951年（昭和26年）4月1日 - 倉内小学校千歳分校が分離独立し、千歳小学校となり、本校に併置される。
- 1952年（昭和27年）4月1日 - 独立昇格し、六ヶ所村立千歳中学校と改称。
- 1958年（昭和33年）1月11日 - 校舎落成式挙行。
- 1962年（昭和37年）
  - 3月10日 - 校歌制定。
  - 5月1日 - 校章制定。
  - 8月20日 - 校旗樹立。
- 1967年（昭和42年）
  - 6月 - 鉄筋防音校舎完成。
  - 8月22日 - 鉄筋防音校舎落成式挙行。
- 1983年（昭和58年）4月8日 - 給食センター完成により、村内小中学校の完全給食開始。
- 2019年（令和元年）11月1日 - 本校体育館にて、閉校式挙行[1]。
- 2020年（令和2年）
  - 3月13日 - 最後の卒業式挙行[2]。最後の卒業生は14名。
  - 3月31日 - 第二中学校に統合され、閉校。

## 生徒数
2019年（令和元年）5月1日（閉校）時点
| 学年 | 1年 | 2年 | 3年 | 特別支援 | 合計 |
| ---- | --- | --- | --- | -------- | ---- |
| 学級 | 1   | 1   | 1   | 0        | 3    |
| 生徒 | 11  | 12  | 14  | 0        | 37   |

## 周辺
- 青森県道5号野辺地六ケ所線
- 青森県道25号東北横浜線
- 青森県立六ヶ所高等学校
- 倉内簡易郵便局